# Lugares (libro)
Lugares (título original en francés: Lieux) es un libro póstumo inconcluso del escritor francés Georges Perec, comenzado en enero de 1969 y abandonado en septiembre de 1975. Fue publicado en 2022 por la editorial Seuil, en su colección «Librairie du XXIe siècle». En 2025 fue publicado por Editorial Anagrama, con traducción al español del escritor Pablo Martín Sánchez, en un volumen de 824 páginas y 1.04 kg.

## Historia editorial

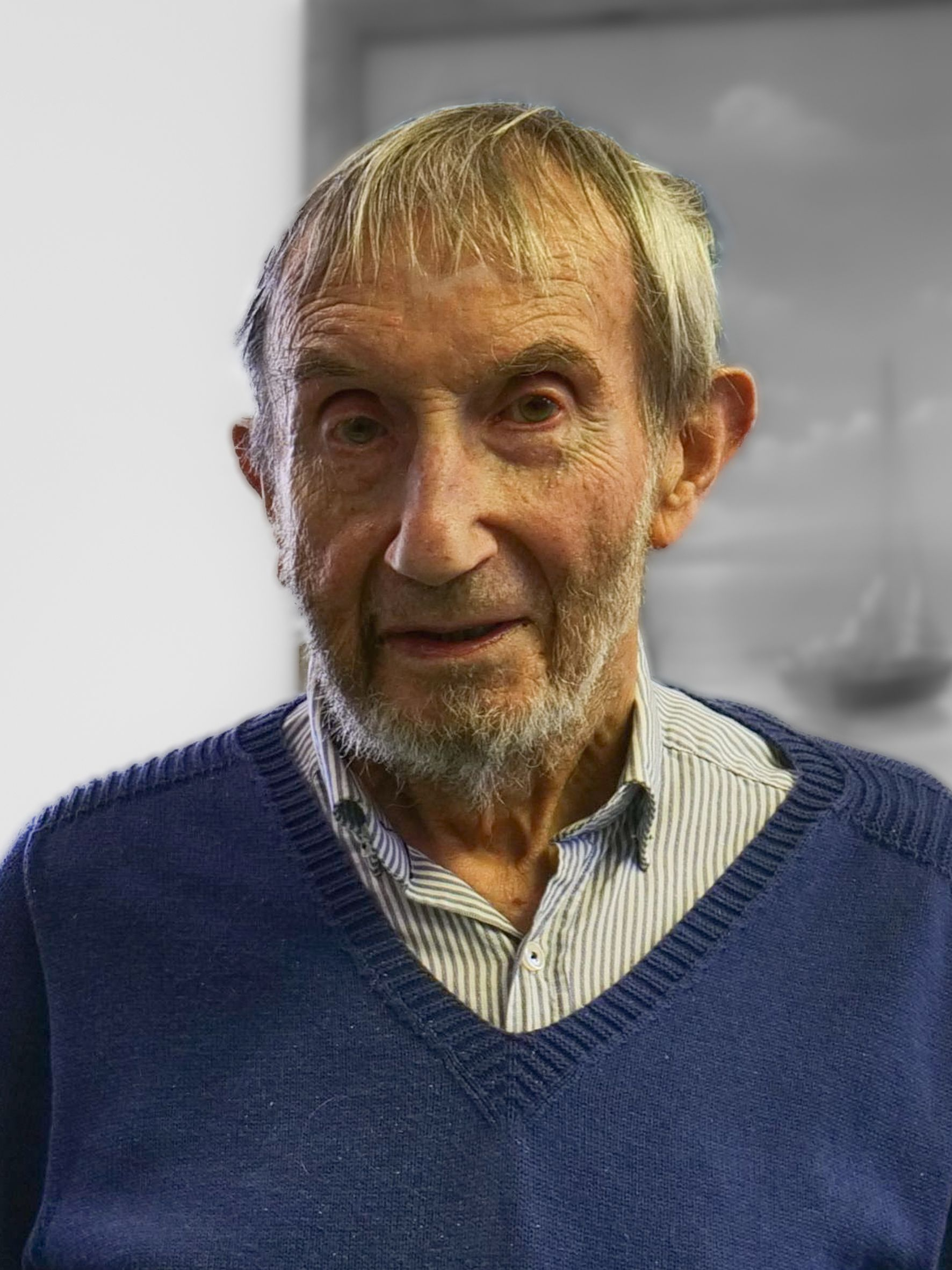
Philippe Lejeune, el crítico que leyó por primera vez la obra inacabada de Lugares.

La idea de este proyecto se originó tras la ruptura de Perec con Suzanne Lipinska, en diciembre de 1968.
El 7 de julio de 1969, Perec escribió una carta a Maurice Nadeau en la que le comentaba sobre sus proyectos en curso, descritos en sus palabras como:

«un vasto conjunto autobiográfico que se articula en cuatro libros, y cuya realización me exigirá al menos doce años; no doy esta cifra al azar: se corresponde con el tiempo necesario para la redacción del último de esos cuatro libros, que delimita el tiempo necesario para la realización de los otros tres. Este cuarto libro nace de una idea bastante monstruosa, pero bastante estimulante, creo».
Georges Perec

Mientras que los dos primeros libros fueron abandonados, solo el tercero fue publicado en vida, como W o el recuerdo de la infancia, mientras que el cuarto, correspondiente a este, fue finalmente dejado inconcluso, aunque bastante desarrollado.
Los textos de esta obra inconclusa fueron leídos por primera vez por el crítico Philippe Lejeune.

## Descripción de la obra
Se trata de un texto experimental que recuerda a Tentativa de agotar un lugar parisino, el cual narra detalladamente lo que el autor ve durante algunas horas a lo largo de tres días consecutivos en cuatro lugares distintos de París.
En este caso, sin embargo, se trata de doce lugares distintos, con los que el autor siente algún vínculo personal, cada uno de los cuales se describe de dos maneras distintas: como los recuerda (de manera más personal e introspectiva), y como los ve en la actualidad (retratando detalladamente cosas y eventos aparentemente sin importancia que se van sucediendo uno tras otro). El proyecto se desarrollaría originalmente describiendo dos lugares mensuales a lo largo de doce años, consiguiendo así un total de 288 textos, los cuales eran sellados en un sobre lacrado con cera, para que una vez acabado el proyecto se revelaran todos juntos, como una cápsula del tiempo. Sin embargo, el libro quedó inconcluso en 1975, alcanzando a escribir 155 textos, guardados casi sin correcciones. De este modo, es una obra que habla de la escritura, el tiempo y la memoria.
Dentro de los lugares considerados, se encuentran la calle Vilin, donde vivió su infancia hasta que en 1942 su madre fuera deportada a Auschwitz; la calle de l'Assomption, donde lo acogieron sus tíos durante la guerra; la rotonda Franklin-Roosevelt, donde experimentó una fuga adolescente; la calle de la Gaité, donde vivía su amigo Jacques Lederer; el pasaje Choiseul, donde compró el puzzle que inspiró su libro La vida instrucciones de uso; la Avenida Junot, donde su primo Henri lo introdujo en la literatura; o la Île Saint-Louis, en el centro de París, donde estaba el apartamento de su enamorada de entonces, Suzanne Lipinska.